# ベルヴィジョン・スタジオ
ベルヴィジョン・スタジオ (Belvision Studios) は、ベルギーのアニメ制作会社。第二次世界大戦期の元レジスタンスだったレイモン・ルブランによって1954年に設立され、タンタンをはじめ、アステリックスやスマーフといったキャラクターの登場するアニメ作品などを世に輩出した老舗スタジオである。日本でもいくつかの作品が輸入されている。

## 制作作品

### テレビアニメ
- チンチンの冒険 Les Aventures de Tintin, d'apres Herge (1957年-1964年)
- ギブス Gibus
- Kitou Scrogneugneu (2002年)
- ヤカリ Yakari (2005年)
- スピルーと仲間たち Spilou & Co[2] (2011年)
- チキン・タウン Chicken Town[3] (2011年)
- ちびのスピルー Le Petit Spilou[4] (2012年)
- キンキーとコージー Kinky & Cosy (2015年)

### 映画アニメ
- ピノキオの宇宙大冒険 Pinocchio in Outer Space (1965年)
- ガリアのアステリックス Astérix le Gaulois (1967年)
- アステリックスとクレオパトラ Astérix et Cléopâtre (1968年)
- タンタンと太陽の神殿 Tintin et le Temple du Soleil (1969年)
- ラッキー・ルーク Daisy Town (1971年)
- タンタンと湖のサメ Tintin et le Lac aux requins (1972年)
- スマーフと魔法の笛  La Flûte à six schtroumpfs (1976年)
- 魔法のクリスタル Le Cristal magique[5] (2011年)
- ブラッキーとカヌート Blackie & Kanuto[6] (2013年)
- ルールーのとんでもない秘密 Loulou, l'incroyable secret (2013年)
- アステリックスと神の国 Asterix: Le Domaine des dieux (2014年)
- レッドタートル ある島の物語 The Red Turtle[7] (2016年) ※スタジオジブリとの共同製作。

## 『タンタン』のTVシリーズについて
『タンタン』のTVアニメは、一般的には1991年頃にカナダのネルバナが制作したものが知られているが、本国ベルギーでは原作者のエルジェが現役だった頃すでにアニメ化されていた。当時は主に5分-10分単位の帯アニメとして製作されていた。シリーズにおける監督はレイ・グーセンスが全話担当している。
タンタンの製作および配給にかかわった会社にテル＝アシェット (Tell-hachette) があるが、唯一日本で見られる『ビーカー教授事件』はテル＝アシェットではなくMCMLXIVが関わっている。